# ایملدا (فیلم)
«ایملدا» (انگلیسی: Imelda) یک فیلم مستند به کارگردانی رامونا اس. دیاس است که در سال ۲۰۰۳ منتشر شد.